# 88 S
La Regia Nave 88 S è stata una torpediniera della Regia Marina italiana in servizio tra il 1888 e il 1915.

## Storia
Verso la fine del XIX secolo la Regia Marina decise di rivolgersi al cantiere Schichau di Elbing, in Germania, considerato allora leader nella realizzazione di torpediniere, per rinnovare la propria linea di tali unità ordinandone la costruzione, sia al cantiere tedesco, che facendole costruire su licenza, di ben 93 unità. All'epoca della loro entrata in servizio, tra il 1886 e il 1895, vennero classificate come torpediniere d'alto mare, ma con l'aumento dei dislocamenti avvenuto nel corso degli anni furono riclassificate come torpediniere costiere di II classe.  La costruzione della torpediniera 88 S fu ordinata al Cantiere Ansaldo di Sampierdarena il 26 novembre 1886, e l'unità fu varata l'11 luglio 1888, entrando in servizio il 23 novembre dello stesso anno. Prestò servizio presso la flottiglia torpediniere di La Maddalena fino al 1896, e poi preso quella di La Spezia. Nel 1890 fu sostituita la caldaia a locomotiva con altre a tubi d'acqua e fu aggiunto un secondo fumaiolo.
Al comando del tenente di vascello Vittorio Pullino il 28 febbraio 1901, mentre effettuava alcune esercitazioni al largo di Livorno avvistò lo yacht Normandie che si trovava in difficoltà nei pressi delle secche della Meloria. L'unità, insieme alla torpediniera 115 S e ad alcuni rimorchiatori subito accorsi, riuscì a trarre in salvo lo yacht. L'11 novembre 1905, a Gaeta, la torpediniera ricevette la bandiera di combattimento prestando servizio a Civitavecchia fino al 1906. L'anno successivi fu assegnata al porto di Venezia  con compiti di vigilanza costiera insieme ad altre unità della stessa classe allora in fase di declassamento in quanto sostituite nei servizi di prima linea dalle torpediniere della classi PN, OS e OL. Dichiarata obsoleta venne adibita a servizi portuali e di appoggio ad altre navi.
Mobilitata all'atto dell'entrata in guerra del Regno d'Italia, avvenuta il 24 maggio 1915, il 18 ottobre dello stesso anno prese parte al tentativo di recupero del sottomarino austro-ungarico U-12 insieme ad un gruppo di altre navi, poste al comando del capitano di corvetta Luigi Di Sambuy, composto dai rimorchiatori Ponza, Rialto, Uruguay, Olanda e Balilla. Imbarcati i mezzi pneumatici composti da gruppi di bombole di aria compressa, e da due pontoni per il recupero con apposita cisterna, la 88 S salpò da San Niccolò a Lido alle 5:30 per raggiungere il luogo dove si trovava lo U-12. Alle 17:30 iniziarono le operazioni di pompaggio, ma mentre le operazioni di recupero procedevano, alle 19 avvenne un incidente. Mentre le catene si stavano tesando e il relitto iniziava a salire lentamente verso la superficie Di Sambuy diede l'ordine di liberare la cisterna dalle catene e alla 88 S di affiancarla per assicurare la galleggiabilità del sistema nel corso del traino dei rimorchiatori. A causa del vento di tramontana che spirava e agitava il mare Di Sambuy ordinò alla 88 S di allontanarsi leggermente, ma lo scafo della torpediniera, che a causa dell'età era considerato fragile, urtò contro la cisterna e si aprì una falla. Il comandante dell'unità, tenente di vascello Guido Po, si rese subito conto la nave sarebbe affondata e quindi ordinò al rimorchiatore Balilla che l'aveva presa a rimorchio di trainarla verso la spiaggia nel tentativo di farla arenare. La manovra non ebbe buon fine e la 88 S affondò rapidamente mentre i membri dell'equipaggio avevano già trasbordato sul Balilla. La cisterna non più rifornita di aria, e a causa delle condizioni del mare in peggioramento, non ebbe più garantito il necessario galleggiamento e Di Sambuy diede l'ordine di sganciare le catena dai pontoni ancora collegati alla cisterna e il sottomarino ricadde verso il fondo.
L'11 dicembre 1915 la 88S viene ufficialmente radiata con Decreto Ministeriale.

### Annotazioni
1. ↑  La cisterna era predisposta per essere affondata vicino alla scafo del sottomarino e poi agganciata per mezzo di catene e quindi svuotata dall'acqua per mezzo dell'aria compressa. I due pontoni avrebbero sostenuto lo scafo del sottomarino sollevato dal fondo, mentre i rimorchiatori avrebbero provveduto al loro traino.

### Fonti
1. ↑  Zagnoni 2009, p. 74.
2. 1 2 3 4 5 6  Zagnoni 2009, p. 79.
3. 1 2 3 4 5 6 7  Zagnoni 2009, p. 76.
4. ↑  Zagnoni 2009, p. 77.
5. ↑  Giorgerini, Nani 1996, p. 55.
6. 1 2  Zagnoni 2009, p. 75.
7. ↑  Bargoni 2011, p. 233.